# 訃報 1988年9月
訃報 1988年9月（ふほう 1988ねん9がつ）では、1988年（昭和63年）9月中に物故した、又は物故が報じられた人物についてまとめる。

## （1日 - 15日）

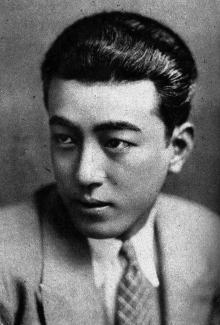
結城一朗／9月15日没

- 9月1日 - 並木輝男、元プロ野球選手（* 1938年）
- 9月10日 - 五味芳夫、元プロ野球選手（* 1917年）
- 9月12日 - 松原良明、プロ野球選手（* 1948年）
- 9月13日 - 赤木由子、児童文学作家（* 1927年）
- 9月13日 - 堀江しのぶ、タレント（* 1965年）
- 9月15日 - 結城一朗、俳優（* 1904年）

## （16日 - 30日）

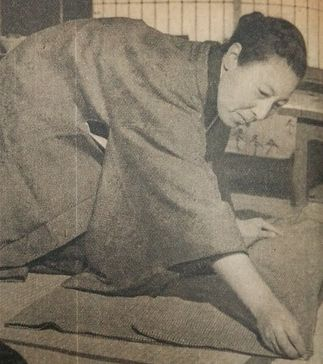
中村汀女／9月20日没

- 9月20日 - 中村汀女、俳人（* 1900年）
- 9月20日 - 馬淵威雄、東宝相談役（* 1905年）
- 9月26日 - 池田遙邨、日本画家（* 1895年）
- 9月28日 - 美濃政市、政治家（* 1912年）